# Fiat 518
Fiat 518 Ardita — автомобиль, выпускавшийся компанией Fiat с 1933 по 1938 год.
Автомобиль выпускался в 4-х вариантах:
- Fiat 518 °C, короткий;
- Fiat 518 L, удлинённый;
- Fiat 518 S, спортивный,
- Fiat 518 Coloniale, вариант для вооружённых сил, предназначался для поставки в Африканские колонии Италии (выпускались версии C и L).

Всего в Италии произведено 8794 автомобилей.
Польский вариант автомобиля — Polski Fiat 518 Mazur выпускался с 1937 по 1939 годы компанией PZInż в Варшаве по лицензии.
Автомобиль имел 4 двери и 5 или 7 посадочных мест. На автомобиле стоял двухлитровый двигатель Fiat 118 (PZInż 157) (мощностью 45 л.с./3600 об/мин., степень сжатия 6,1:1) и 4-ступенчатая коробка передач. Вес автомобиля составлял 1070 кг, максимальная скорость 100—110 км/ч, расход топлива 11.5 л/100 км.